# وليام فندلي
وليام فندلي (بالإنجليزية: William Findlay (governor)) (و. 1768 – 1846 م) هو سياسي من الولايات المتحدة الأمريكية .
تولى منصب عضو مجلس الشيوخ الأمريكي .وهو عضو في الحزب الجمهوري الديمقراطي .